# Samsung Galaxy Ace
O Samsung Galaxy Ace é um smartphone fabricado pela Samsung, com o sistema operacional Android 2.3.6. Anunciado pela Samsung em janeiro de 2011, o Galaxy Ace trouxe um design mais sofisticado e especificações aprimoradas, oferecendo uma experiência mais fluida para usuários que buscavam um aparelho acessível e com desempenho equilibrado.

## Características
O Samsung Galaxy Ace vem equipado com conectividade GSM quad-band e suporte a HSDPA dual-band (900/2100 MHz), com velocidade de download de até 7.2 Mbps. Sua tela TFT LCD de 3,5 polegadas é sensível ao toque e possui resolução HVGA (320x480), oferecendo uma boa qualidade para a época.
Conta com uma câmera traseira de 5 megapixels, acompanhada de flash LED, capaz de capturar vídeos em QVGA (320x240) e também em VGA (640x480).
O aparelho é alimentado por uma bateria Li-Ion de 1350 mAh, e roda o Android 2.3.6 Gingerbread com a interface personalizada da Samsung TouchWiz, oferecendo uma experiência simples e funcional ao usuário.

## Atualização do Firmware
Inicialmente o Ace rodava Android 2.2 Froyo. Em 31 de Agosto de 2011, na Índia, o firmware foi atualizado com sucesso para o Android 2.3.4 Gingerbread.
Desde então o sistema operacional foi rapidamente atualizado em diversos outros países, primeiro incluindo nações da Ásia e Europa.